# Đại học Máy tính, Magway
Đại học Máy tính Magway (tiếng Miến Điện: ကွန်ပျူတာတက္ကသိုလ် (မကွေး), phát âm [kʊ̀ɴpjùtà tɛʔkəθò (məɡwé)]), là một trường đại học tại Magway, Myanmar, trực thuộc Bộ Khoa học và Kỹ thuật Myanmar. Trường đào tạo bậc đại học về khoa học và công nghệ máy tính.

## Các chương trình đào tạo
Trường đào tạo hệ cử nhân 3 năm và 4 năm. Bắt đầu từ năm học 2012–2013, tất cả các hệ đào tạo sẽ là 4 năm, và trường cũng mở ngành học cử nhân 5 năm.
| Ngành học          | Cử nhân                     | Thạc sĩ | Tiến sĩ |
| ------------------ | --------------------------- | ------- | ------- |
| Khoa học máy tính  | B.C.Sc., B.C.Sc (Hons:)     | chưa    | chưa    |
| Công nghệ máy tính | B.C.Tech., B.C.Tech (Hons:) | chưa    | chưa    |
| Khoa học ứng dụng  | chưa                        | chưa    | chưa    |
| Khoa học thông tin | chưa                        | chưa    | chưa    |

## Khoa

### Bộ môn
- Bộ môn Toán tin
- Bộ môn Công nghệ phần cứng
- Bộ môn Khoa học thông tin
- Bộ môn Công nghệ phần mềm
- Bộ môn Ứng dụng
- Bộ môn Tiếng Myanmar
- Bộ môn Tiếng Anh